# Liste der Krankenhäuser in Grenada
Dies ist eine Liste der Krankenhäuser in Grenada.
- General Hospital – St. George’s[1]
- Mount Gay Hospital – St. George’s[2]
- Princess Alice Hospital –  St. Andrew Parish[3]
- Princess Royal Hospital – Hillsborough, Carriacou[4]
- St Augustine’s Medical Services – St. George’s[5]
- St. George’s University School of Medicine – St. George’s[6]
- Marryshows' Hospital & Health Clinic – St. George’s[7]